# شنقب آسيوي
شنقب آسيوي (الاسم العلمي: Limnodromus  semipalmatus) (بالإنجليزية: Asiatic  Dowitcher)‏ هو طائر ينتمي إلى طيطوي وشنقب (فصيلة: Scolopacidae).